# Diascia alonsooides
Diascia alonsooides är en flenörtsväxtart som beskrevs av George Bentham. Diascia alonsooides ingår i släktet tvillingsporrar, och familjen flenörtsväxter. Inga underarter finns listade i Catalogue of Life.